# الجمعية السعودية للإدارة
الجمعية السعودية للإدارة هي إحدى الجمعيات العلمية السعودية المتخصصة (Saudi Management Association) وتعرف اختصاراً بـ (SMA)، أنشئت عام 1980م، وهي جمعية تهتم بعلم الإدارة، ومقرها الرئيسي في كلية إدارة الأعمال بجامعة الملك سعود في مدينة الرياض.

## نبذة عن الجمعية
أنشئت الجمعيات العلمية في السعودية في وقت مبكر لرعاية المصالح المشتركة لمنسوبيها وتطوير أدائهم وإيجاد منبر يتحدث باسمهم ويتبنى قضاياهم ويعبر عن اهتماماتهم، ونظراً للحاجة لإيجاد آلية تجمع المختصين في الإدارة والمهتمين بعلومها وفنونها حتى يتمكنوا من التعاون وتبادل الأفكار والآراء والخبرات لتطوير مهنة الإدارة، فقد أنشئت الجمعية السعودية للإدارة بتاريخ 17 / 07 / 1400 هـ، الموافق 31 / 05 /1980م.

## المقر والفروع
يقع مقرهـا الرئيسي في كلية إدارة الأعمال – جامعة الملك سعود - الرياض.

## الرؤساء الفخريين للجمعية
- أول رئيس فخري: صاحب السمو الملكي الأمير محمد بن سلمان بن عبد العزيز آل سعود - ولي العهد رئيس مجلس الوزراء - (1435هـ – 1437هـ).[2][3][4]
- ثاني رئيس فخري: صاحب السمو الملكي الأمير سعود بن سلمان بن عبد العزيز آل سعود - (1435هـ – 1437هـ).[3][4][5]

## أنشطة الجمعية
- إصدار المجلات والنشرات والدوريات العلمية.
- أجراء ونشر الأبحاث والدراسات العلمية.
- إصدار الكتب (تأليف – ترجمة).
- عقد المؤتمرات العلمية.
- تنظيم ندوات علمية.
- إقامة المحاضرات العلمية.
- تنظيم دورات تدريبية وورش عمل.
- تقديم استشارات علمية ومهنية.
- عقد شراكات وتعاون داخلي وخارجي.
- الإعلام الرقمي والمنصات الرقمية.
- البرامج الإعلامية التوعوية والتثقيفية.
- الفعاليات والحملات التوعوية.
- تطوير وتنظيم العمل الإداري بالجمعية.
- توسيع الانتشار بإنشاء فروع جديدة للجمعية.
- تعزيز استمرارية الموارد المالية.[6]

## أنواع العضوية
عضوية شرفية
وتمنح لمن تختاره الجمعية ممن قدموا لها خدمات مادية أو معنوية أو ساهموا في تطوير مجالات اهتمامها داخل المملكة وخارجها، ويتم اختيار عضو الشرف بقرار من الجمعية العمومية، بناء على ترشيح مجلس الإدارة، ولا توجد رسوم للعضوية الشرفية. ولعضو الشرف حضور جلسات الجمعية العمومية ولجان الجمعية المختلفة والاشتراك في المناقشات.
عضوية عاملة
تمنح العضوية العاملة لمن يرغب بالانضمام في الجمعية شرط حصوله على درجه علمية في مجال الإدارة أو ما يعادلها في مجال إدارة الأعمال، ويحق للعضو العامل المشاركة في كافة نشاطات الجمعية ولجانها وحضور اجتماعات الجمعية العمومية وحق الترشيح والانتخاب والتصويت.
عضوية انتساب
تمنح لطلاب الجامعات والكليات الإدارية وللعاملين في مجال الإدارة أو المهتمين بالإدارة ممن لا تتوفر فيهم شرط المؤهل العلمي المحدد للعضوية العاملة أو المقيمين خارج المملكة، ويجوز له المشاركة في كافة نشاطات الجمعية ولجانها وحضور جلسات الجمعية العمومية ولجانها المختلفة والاشتراك في المناقشات دون أن يكون له حق التصويت.

## مزايا العضوية
العضوية في الجمعية السعودية للإدارة تمكن العضو من تنمية وتطوير مهاراته الإدارية، والاطلاع على كل ما هو جديد ومفيد في مجال الفكر الإداري وتطوير المهارات الفردية له وتطوير أدائه الوظيفي والإداري واطلاعه على كل ما هو جديد ومفيد في مجال الإدارة عالمياً.
وفوائد العضوية :
- حضور كل فعاليات ونشاطات الجمعية مثل اللقاءات السنوية والندوات والأمسيات والدورات التدريبية والرحلات.
- التعرف على زملاء المهنة في السعودية، وتبادل الأفكار والمعلومات معهم.
- لقاء المتخصصين والخبراء في مجال الإدارة والاستفادة من معلوماتهم وأفكارهم وخبراتهم.
- تطوير المهارات الفردية للعضو وتطوير أدائه الوظيفي والإداري واطلاعه على كل ما هو جديد ومفيد في مجال الإدارة.
- الاستفادة من كل ما تصدره الجمعية من كتيبات ودوريات علمية ومجلات في مجال الإدارة.
- خصم خاص على حضور اللقاءات العلمية التي تنظمها الجمعية.
- إدراج الاسم ضمن دليل أعضاء الجمعية.
- الانضمام إلى قائمة مراسلات الجمعية.
- الحصول على بطاقة العضوية.[7]

## وصلات خارجية
- الجمعية السعودية للإدارة.